# クリスチアン・オジョバン
クリスチアン・オジョバン（Cristian Ojovan、1997年1月4日 - ）は、トップ14ASMクレルモン・オーヴェルニュに所属するラグビー選手。

## プロフィール
- モルドバ・ソロカ出身[1]。
- ポジションはプロップ(PR)。
- 身長 183cm、体重 120kg
- モルドバ代表キャップは4(2021年9月現在）[2]。

## 略歴
オーリヤックを経て、2020年、ASMクレルモンに加入。